# Jan i Paweł

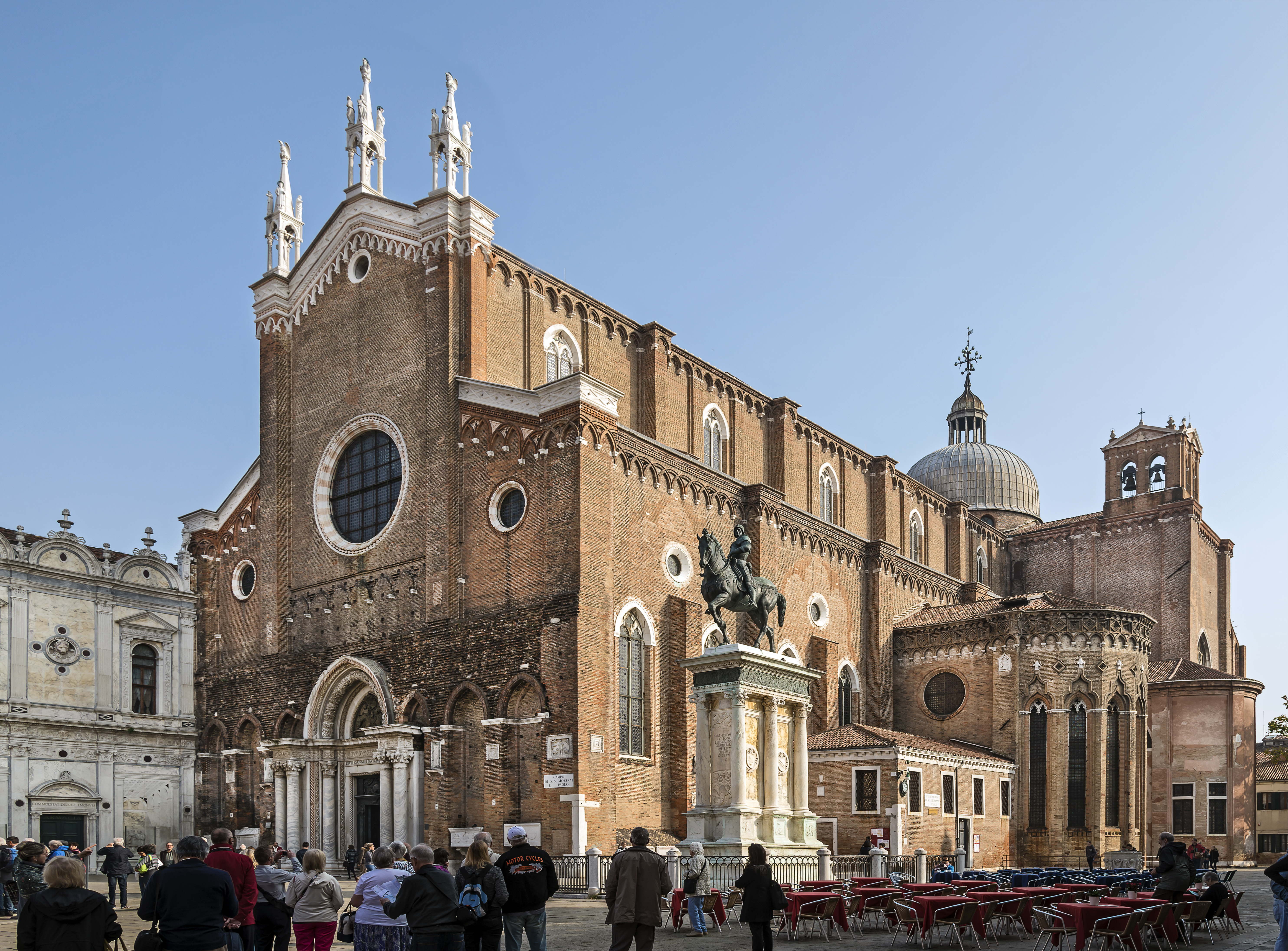
San Zanipolo

Jan i Paweł (wł. Giovanni e Paolo, zm. 26 czerwca 362 w Rzymie) – rodzeni bracia, męczennicy chrześcijańscy za panowania Juliana Apostaty, święci Kościoła katolickiego.

## Życiorys
Obaj zajmowali najpierw wysokie stanowiska na dworze św. Konstantyny (Konstancji), bratowej cesarza, następnie w wojsku rzymskim, po czym zostali wybrani na senatorów. Jako senatorzy zamieszkali na wzgórzu Celio (łac. Celius) w Rzymie. Zaproszeni na dwór przez Juliana Apostatę, który podjął decyzję o przywróceniu kultu pogańskiego, odmówili cesarzowi potępiając w ten sposób jego prześladowania chrześcijan. Wysłany przez cesarza namiestnik Terencjan miał wymusić na braciach złożenie ofiary najwyższemu bóstwu rzymskiemu Jowiszowi. Kiedy ci odmówili, cesarz kazał ich potajemnie ściąć w ich własnym domu.
Nad grobem męczenników za wiarę w 398 roku została wybudowana Bazylika świętych Jana i Pawła na Celiusie (wł. Basilica dei Santi Giovanni e Paolo) przez senatora rzymskiego św. Pammachiusza lub jego ojca senatora, sąsiadująca z ich posiadłością.
Również w Wenecji znajduje się poświęcona im bazylika, zwana w dialekcie weneckim języka weneckiego San Zanipolo. Jej początki sięgają 1234 roku, jako dominikańskiego  kościoła z czasów doży weneckiego Jacopo Tiepolo. Uroczysta konsekracja bazyliki miała miejsce 12 listopada 1430 roku.
Z uwagi na wcześnie rozpowszechniony kult męczenników, święci Jan i Paweł zostali ujęci w kanonie rzymskim i do dzisiaj są w nim wymieniani, a ich wspomnienie liturgiczne obchodzone jest w dzienną pamiątkę śmierci.
Wątpliwości
Niektórzy badacze uważają, że śmierć braci mogła nastąpić 50 lat wcześniej, za czasów prześladowań Dioklecjana .